# Sendang Rejo
Sendang Rejo is een bestuurslaag in het regentschap Langkat van de provincie Noord-Sumatra, Indonesië. Sendang Rejo telt 6464 inwoners (volkstelling 2010).